# Blå Kors
Blå Kors är en kristen, social hjälporganisation som hjälper socialt utsatta i Danmark